# 구키 다카요시
구키 다카요시(九鬼隆義)는 셋쓰 산다 번 제13대 번주이다. 구키 종가 제14대 당주. 관위는 나가토노카미. 자작. 귀족원 의원. 증 종사위.